# Борисовичи (Псковский район)
Бори́совичи — деревня в Завеличенской волости Псковского района Псковской области России.
Расположена на западной границе города Пскова, к югу от волостного центра деревни Родина.

## Инфраструктура
На территории, относящейся к деревне, южнее размещено международное благотворительное социальное учреждение Детская деревня-SOS Псков.
К югу и юго-западу от собственно исторической деревни Борисовичи в границах земель этого населённого пункта находятся построенные или застраивающиеся многоэтажными жилыми домами городские кварталы (жилые комплексы) «Балтийская Жемчужина» (ул. Завеличенская с расчётной численностью населения 2763 жителей), «Балтийский Каскад» (ул. Балтийская 1,3,5 и др. с расчётной численностью населения 5222 жителей), «Победа» (ул. Михаила Егорова), «Спортивный квартал» (ул. Балтийская 14,16 и др.) , «Европа» (ул. Венская), которые фактически являются продолжением городской застройки города Пскова, его микрорайона Завеличья.
Помимо этого здесь же размещены общегородские объекты: крытый Ледовый дворец, универсальный спортивный комплекс «Олимп», новая городская школа — Псковская инженерно-лингвистическая гимназия, торговый комплекс «Балтийский» («Новый рынок»), торгово-развлекательный центр «Fjord Plaza».

## Население
| 2001 | 2002 | 2010 | 2014 | 2017  | 2020  | 2021  |
| ---- | ---- | ---- | ---- | ----- | ----- | ----- |
| 108  | ↘98  | ↗103 | ↗459 | ↗1800 | ↗4000 | ↗7293 |

Численность населения деревни составляла по оценке на конец 2000 года 108 жителей, по переписи 2010 года — 103 жителя.
По состоянию на 2020 год число избирателей в Борисовичах (соответствующих избирательному округу № 2) составило 2968 человек, в соответствии с чем общая численность населения деревни достигает около 4 тысяч жителей.

## Галерея

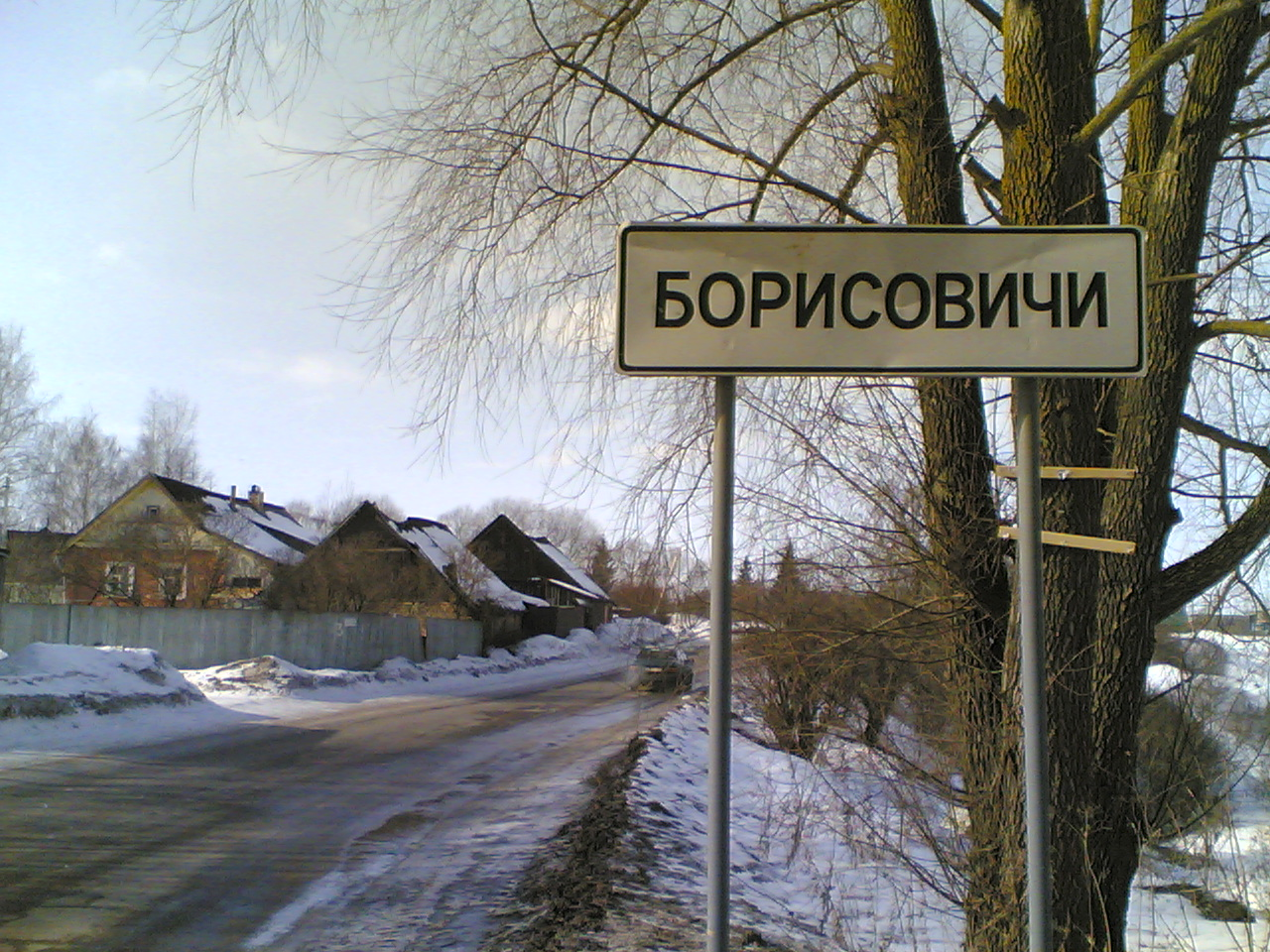
Борисовичи со стороны микрорайона Крёстки г.Пскова
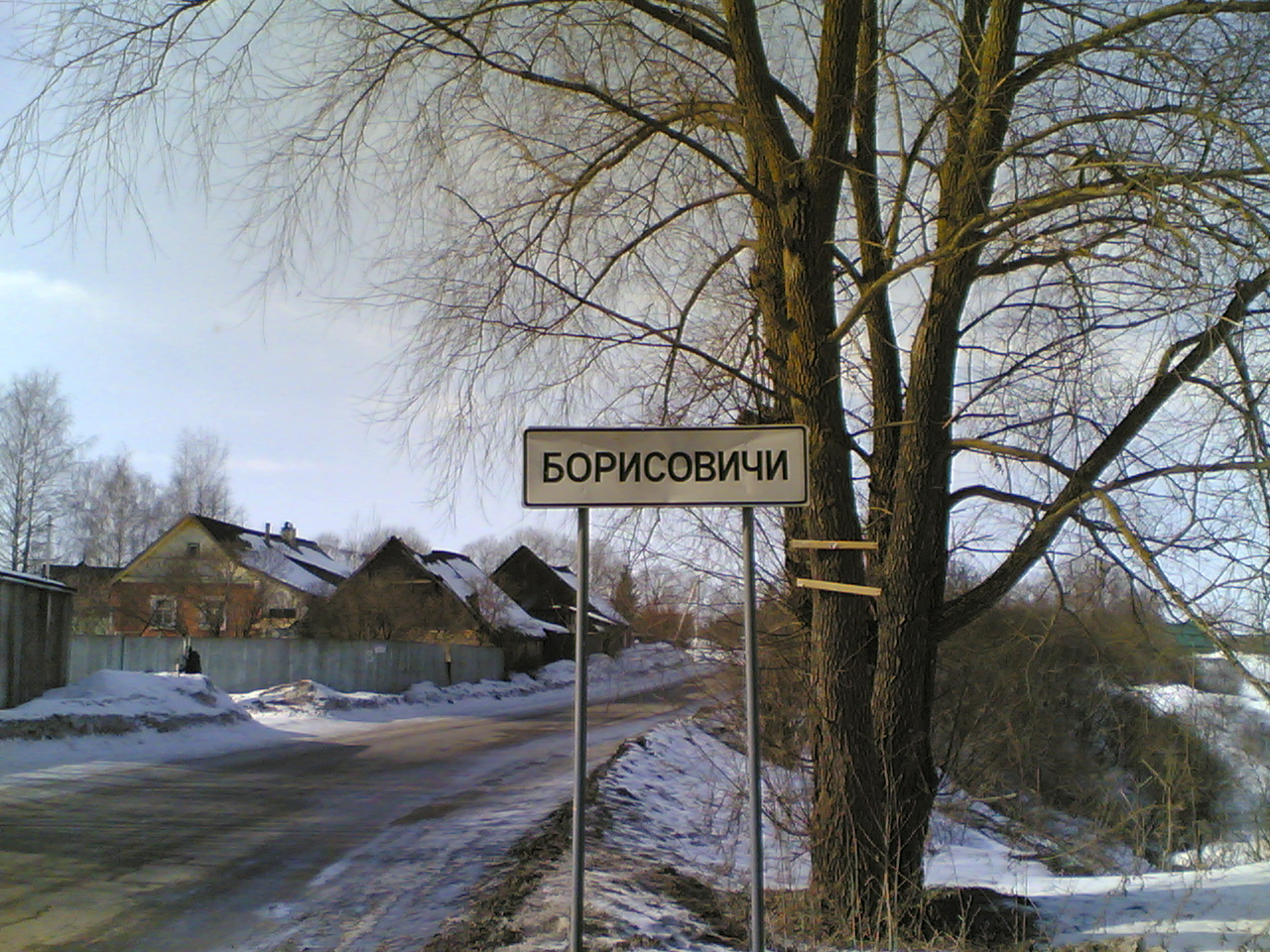
Борисовичи со стороны микрорайона Крёстки г.Пскова
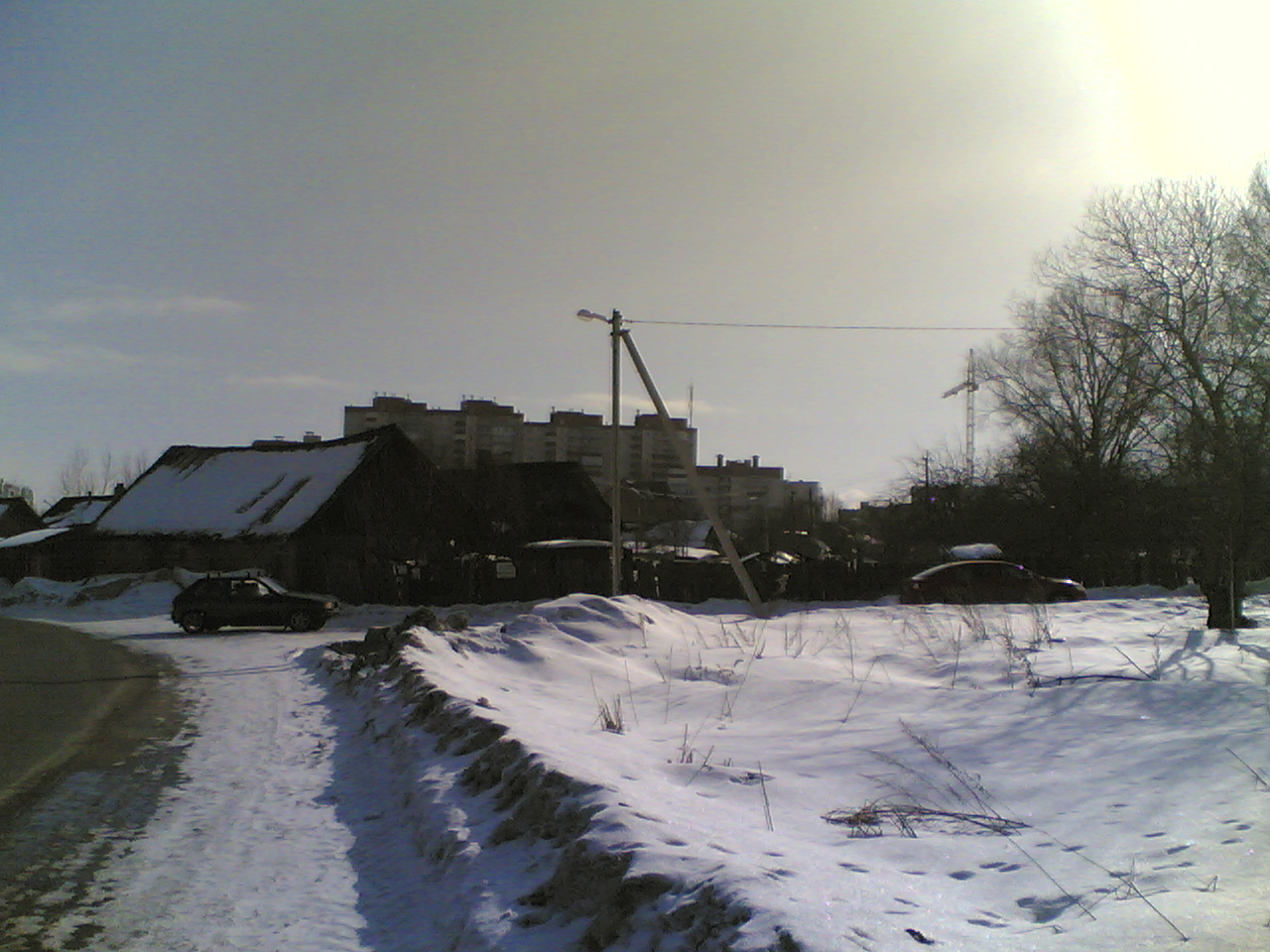
Борисовичи. Начало деревни на ул. Садовая
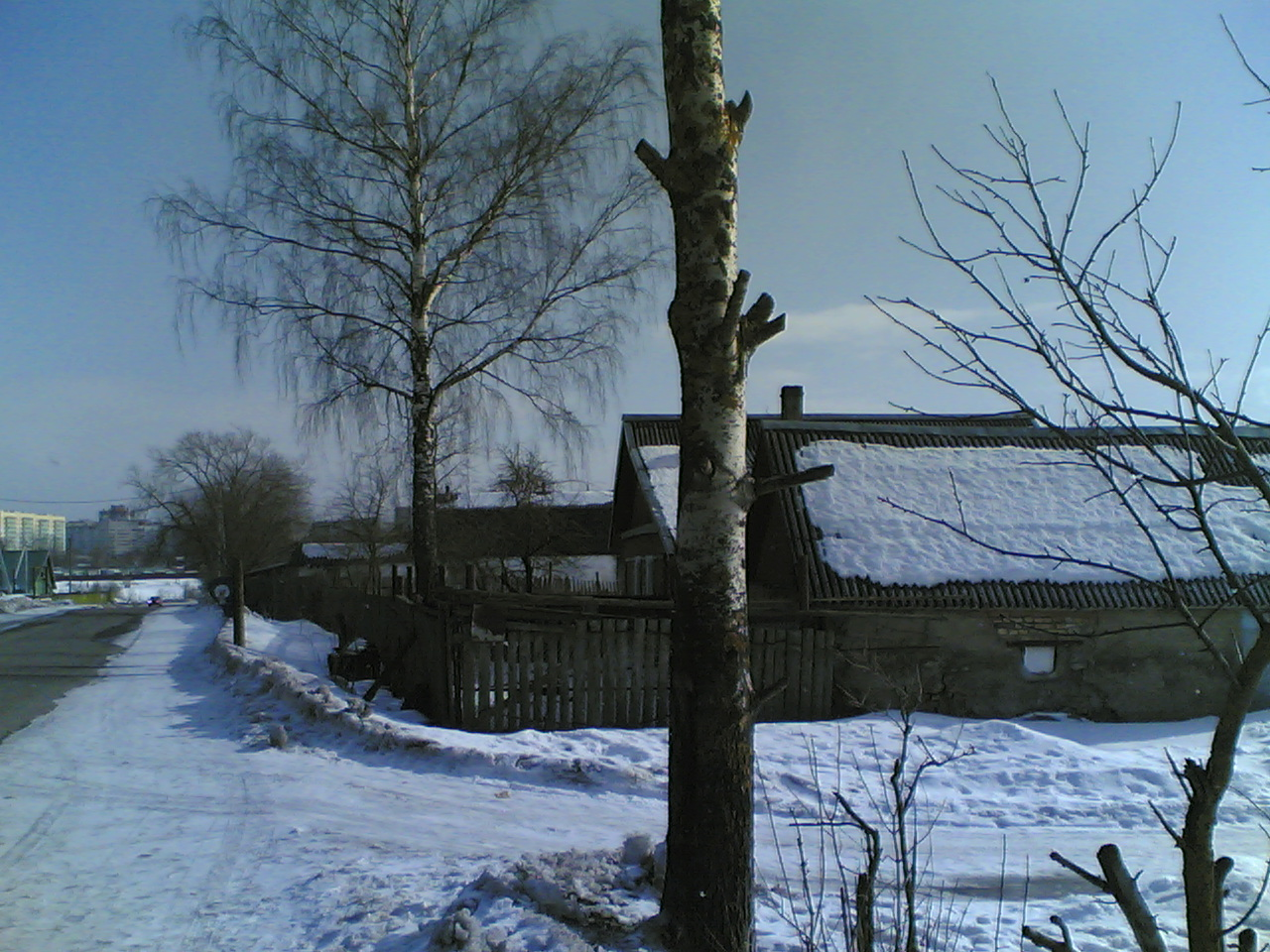
Борисовичи. Улица Садовая. Начало (у мр-на Крёстки г.Пскова)
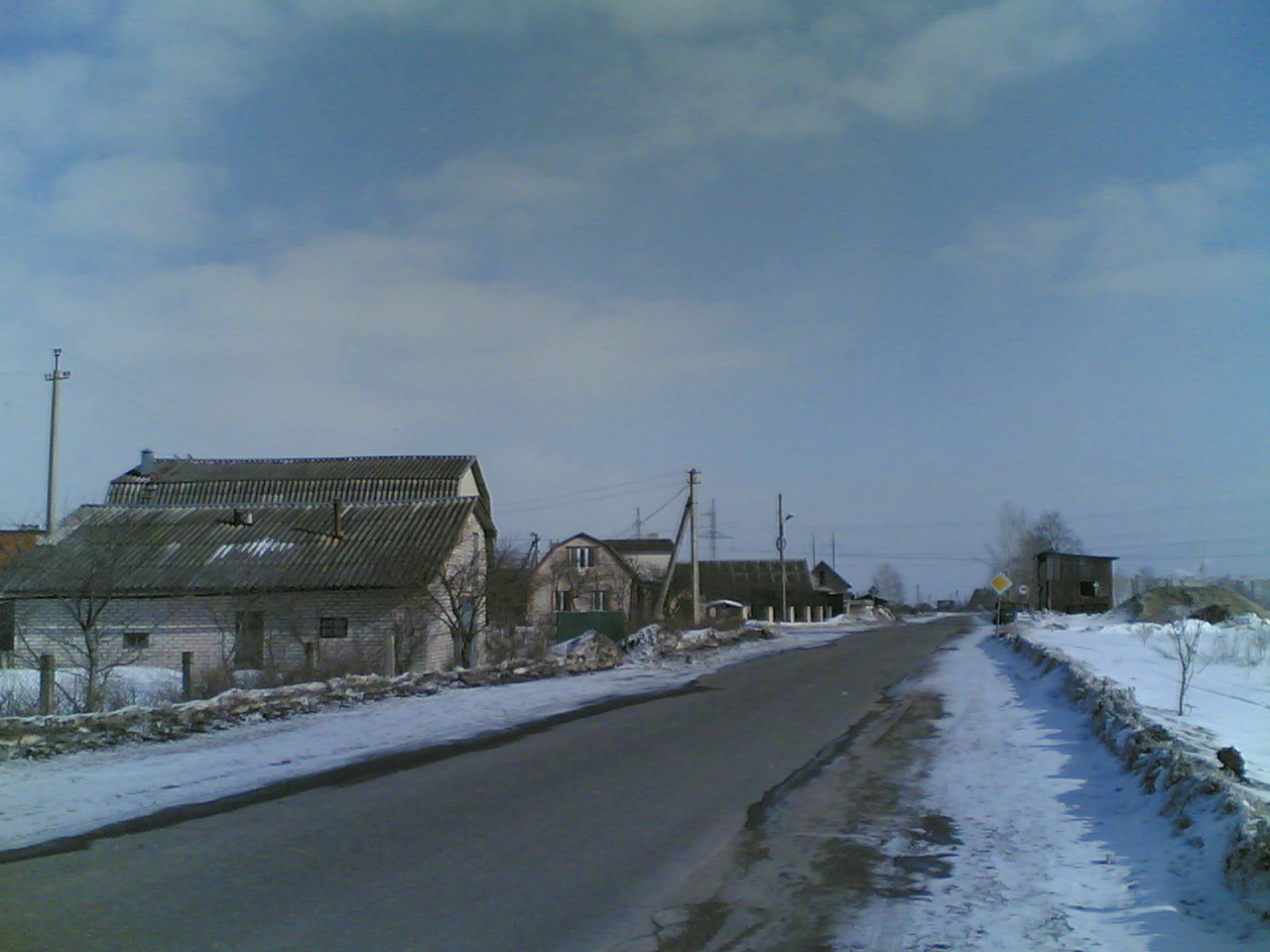
Борисовичи. Ул. Садовая и поворот (слева) на д. Родина.
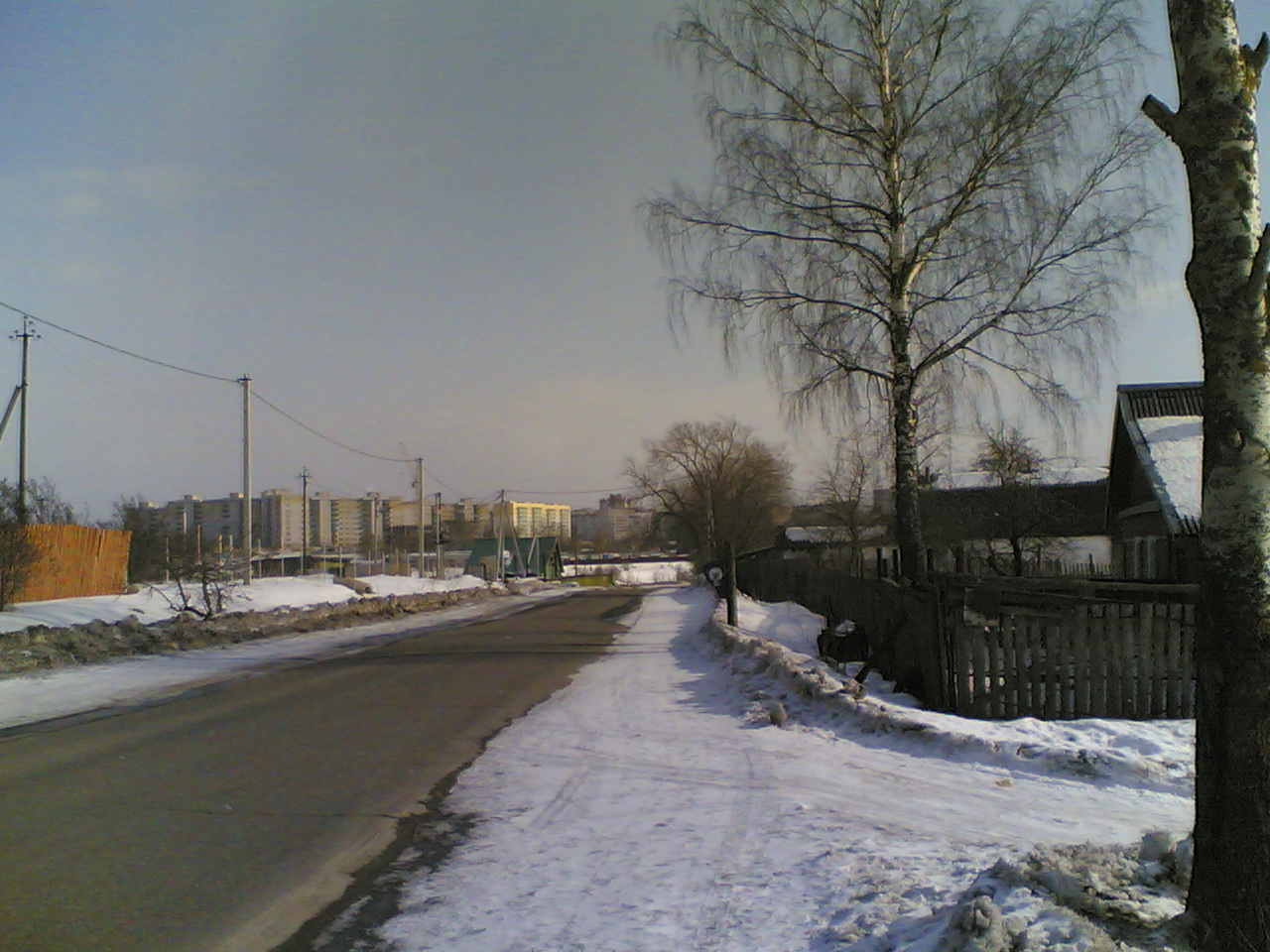
Улица Садовая д. Борисовичи в сторону мр-на Крёстки г.Пскова
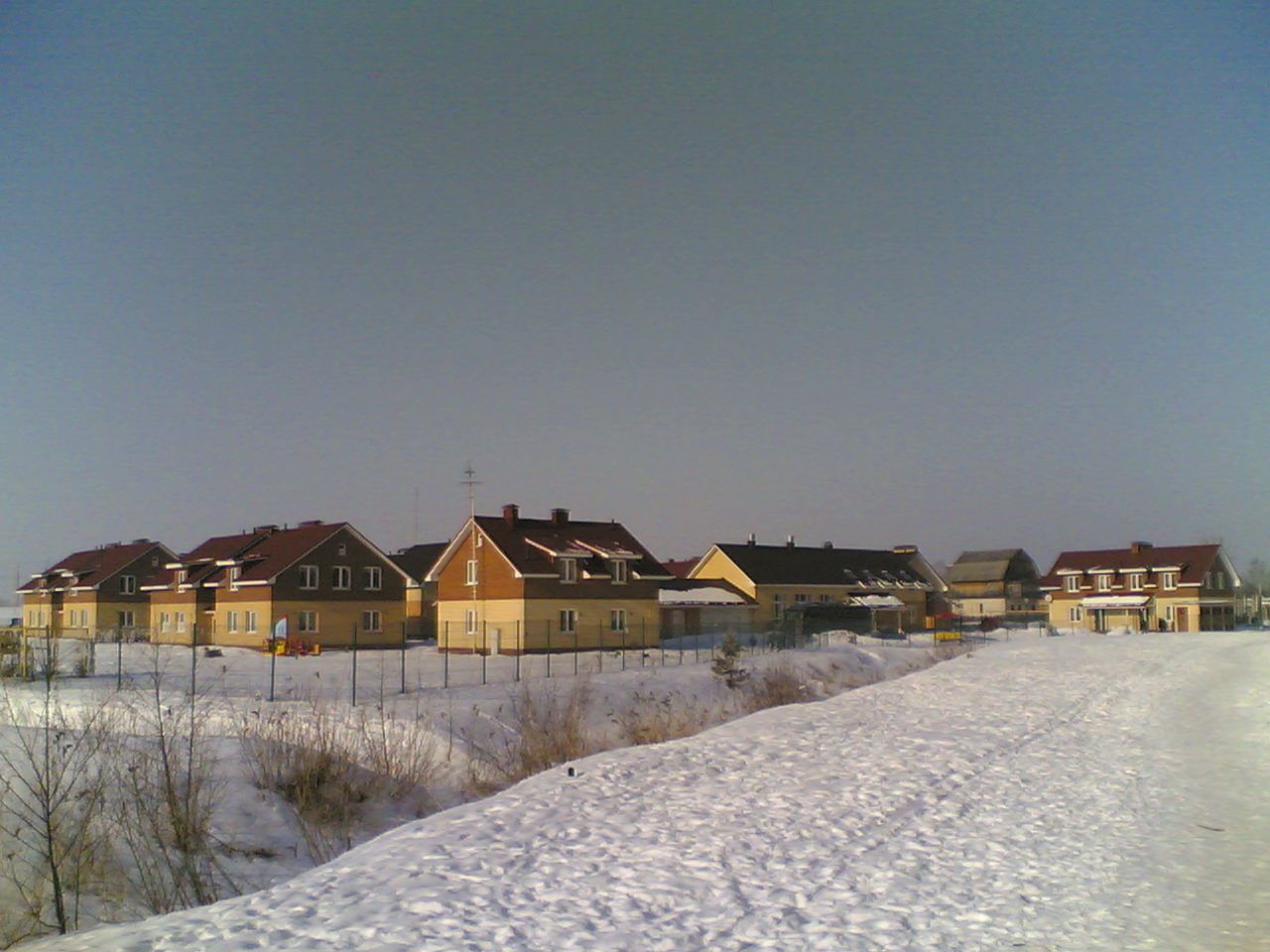
Детская деревня-SOS Псков
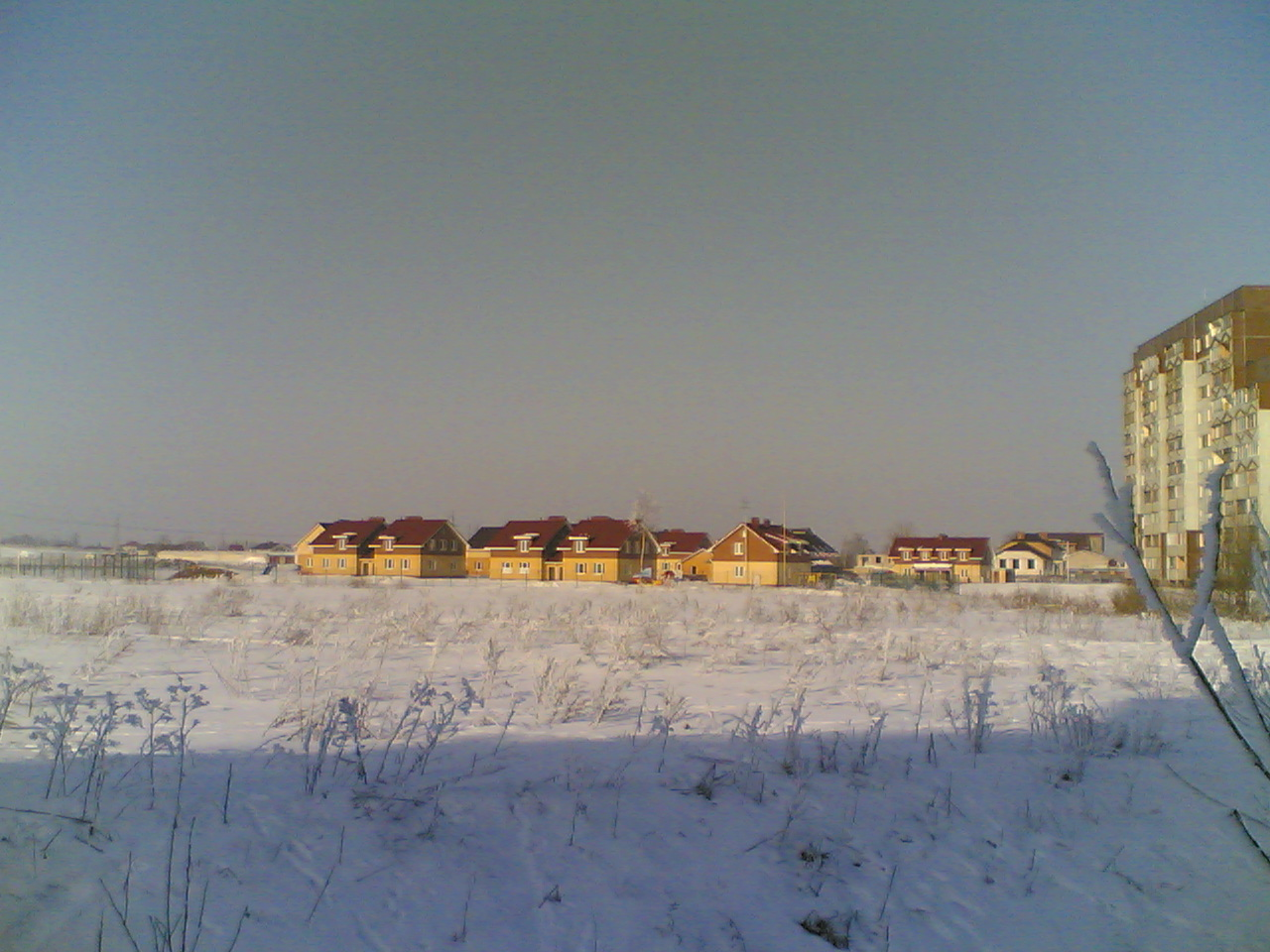
Детская деревня-SOS Псков

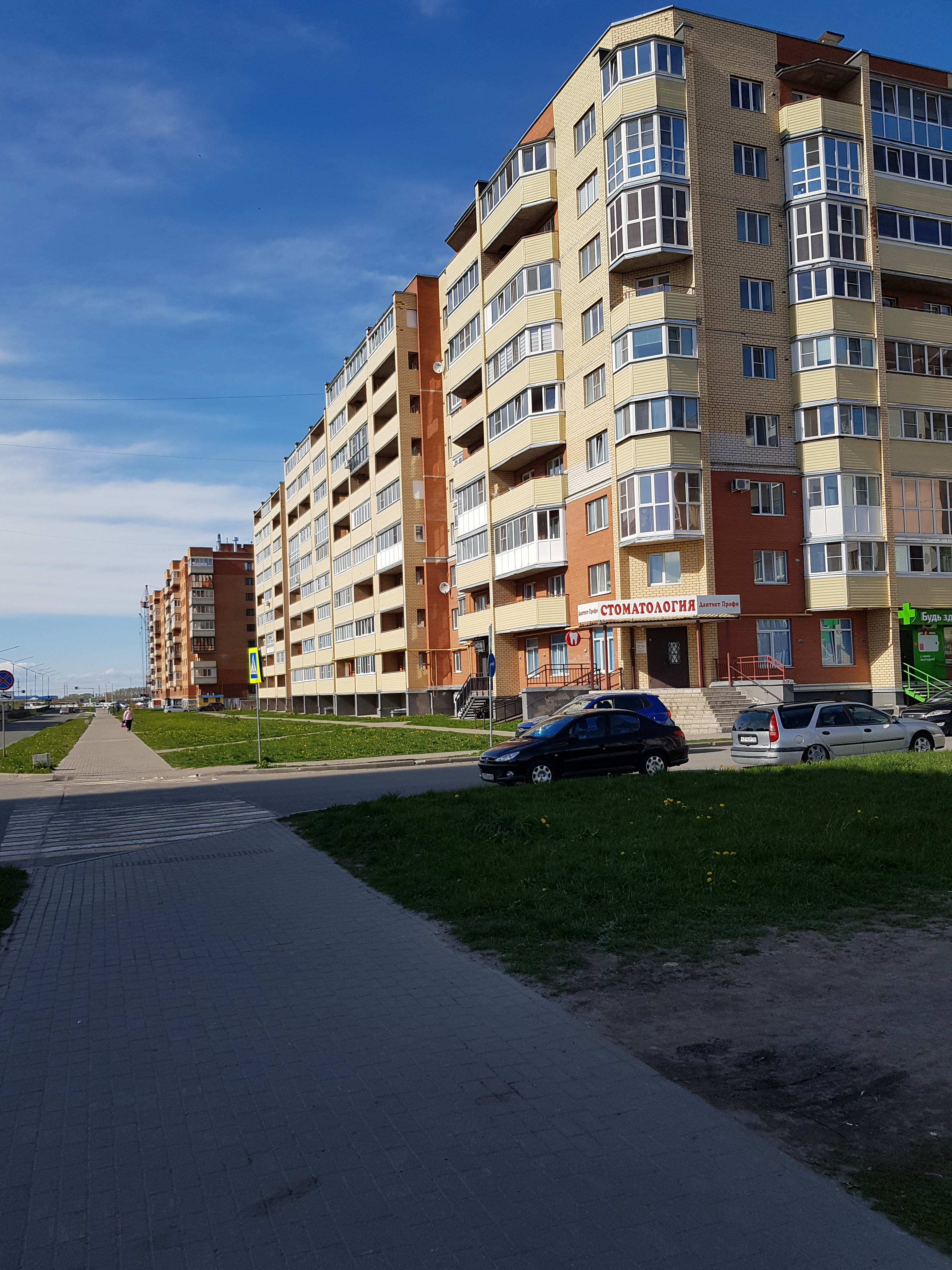
Микрорайон Борисовичи. Улица Балтийская
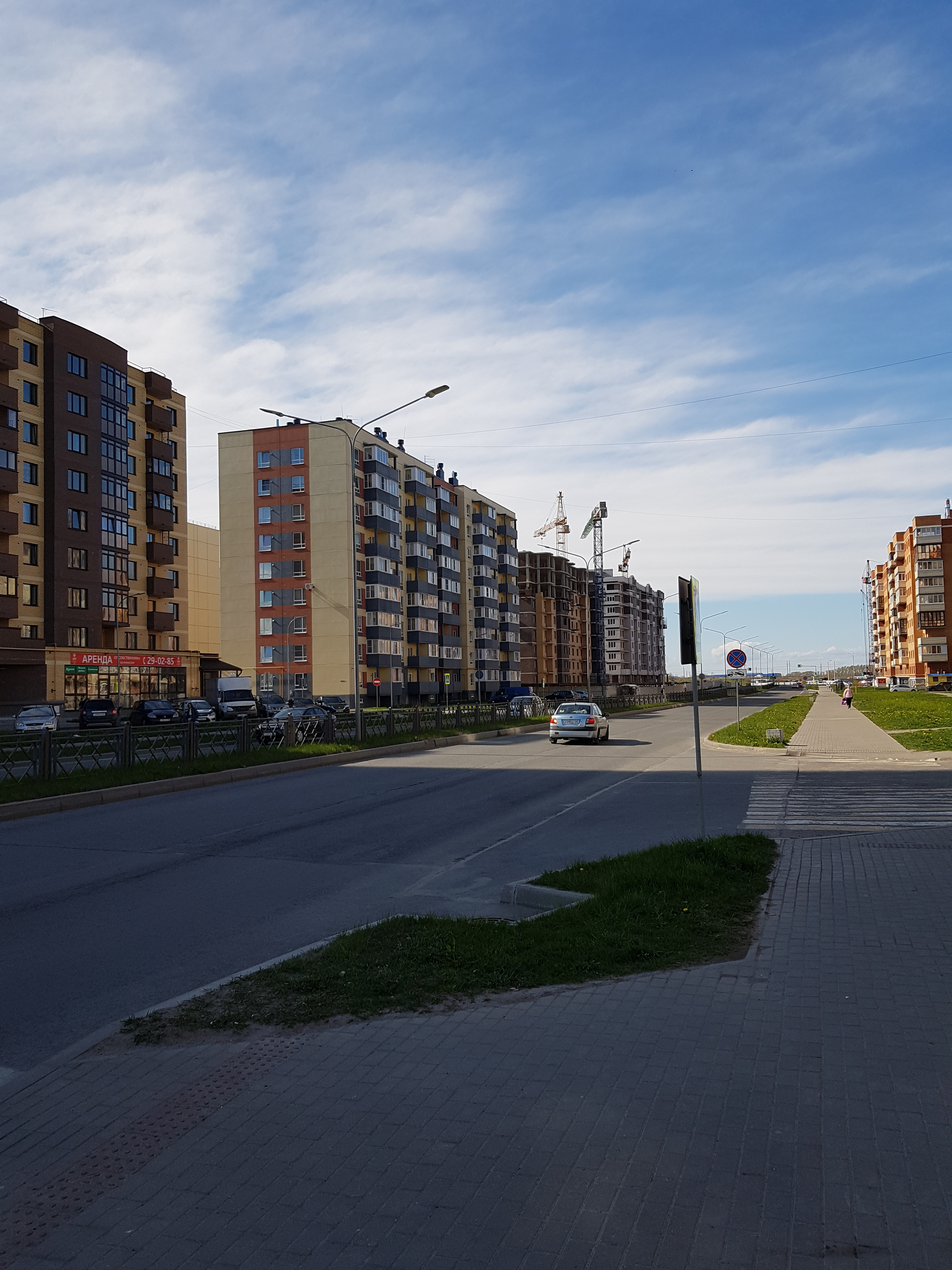
Микрорайон Борисовичи. Улица Балтийская (ЖК «Балтийский каскад»)
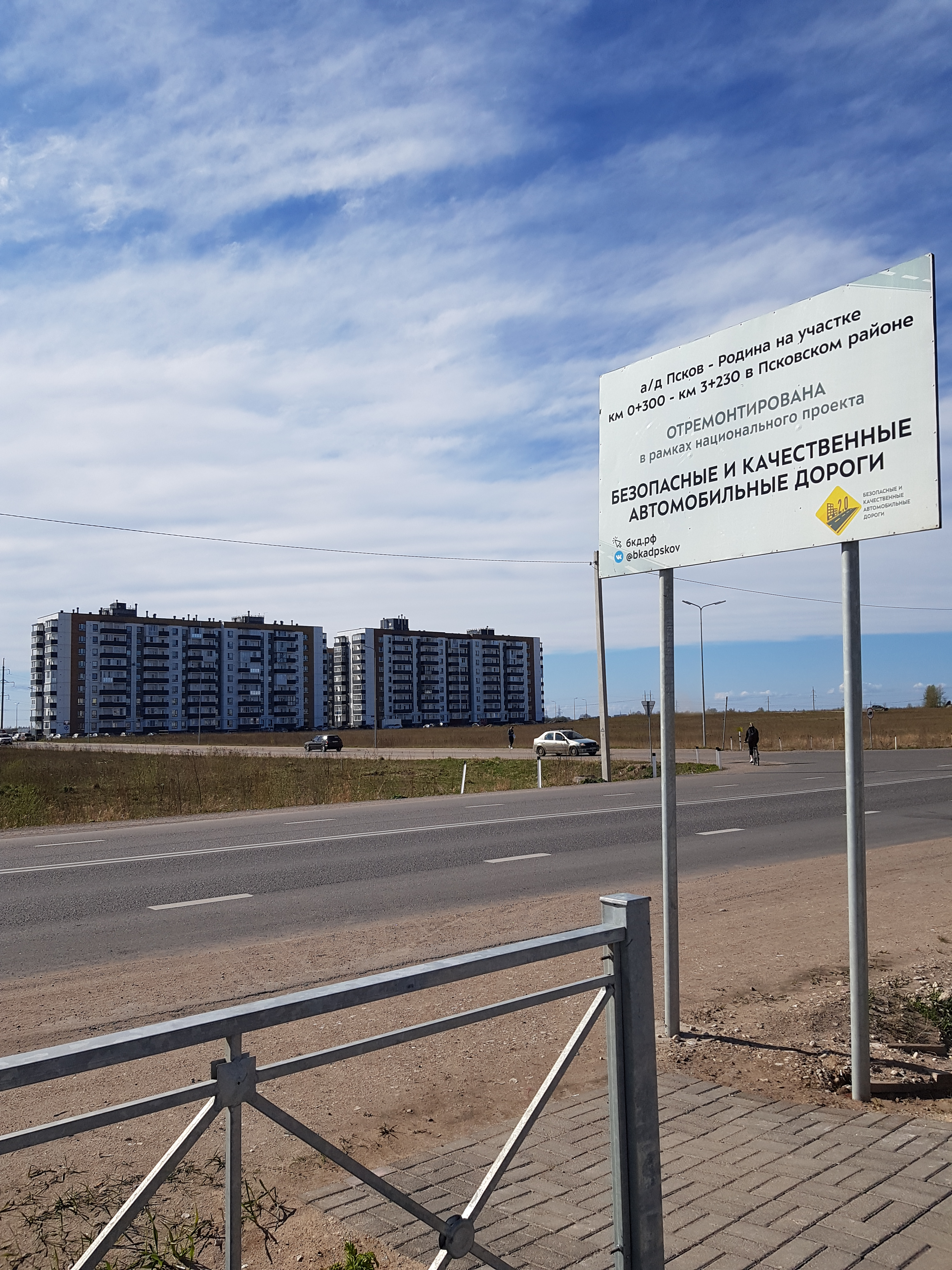
Микрорайон Борисовичи. ЖК «Европа». Вид со стороны ТРЦ «Фьорд-плаза» у дороги на Родину.
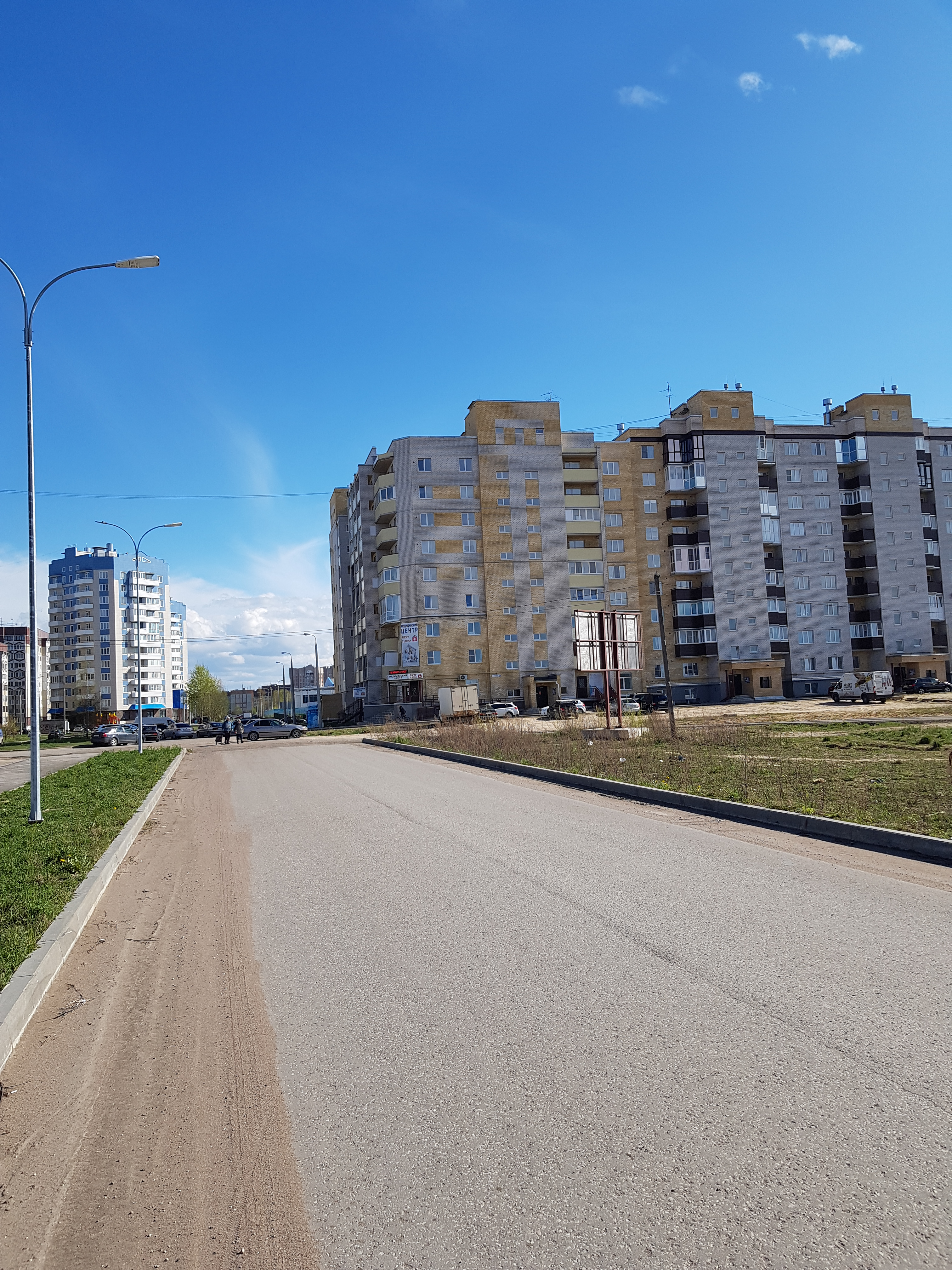
Микрорайон Борисовичи. Улица Михаила Егорова (ЖК «Победа»). Вид со стороны ул. Завеличенской.
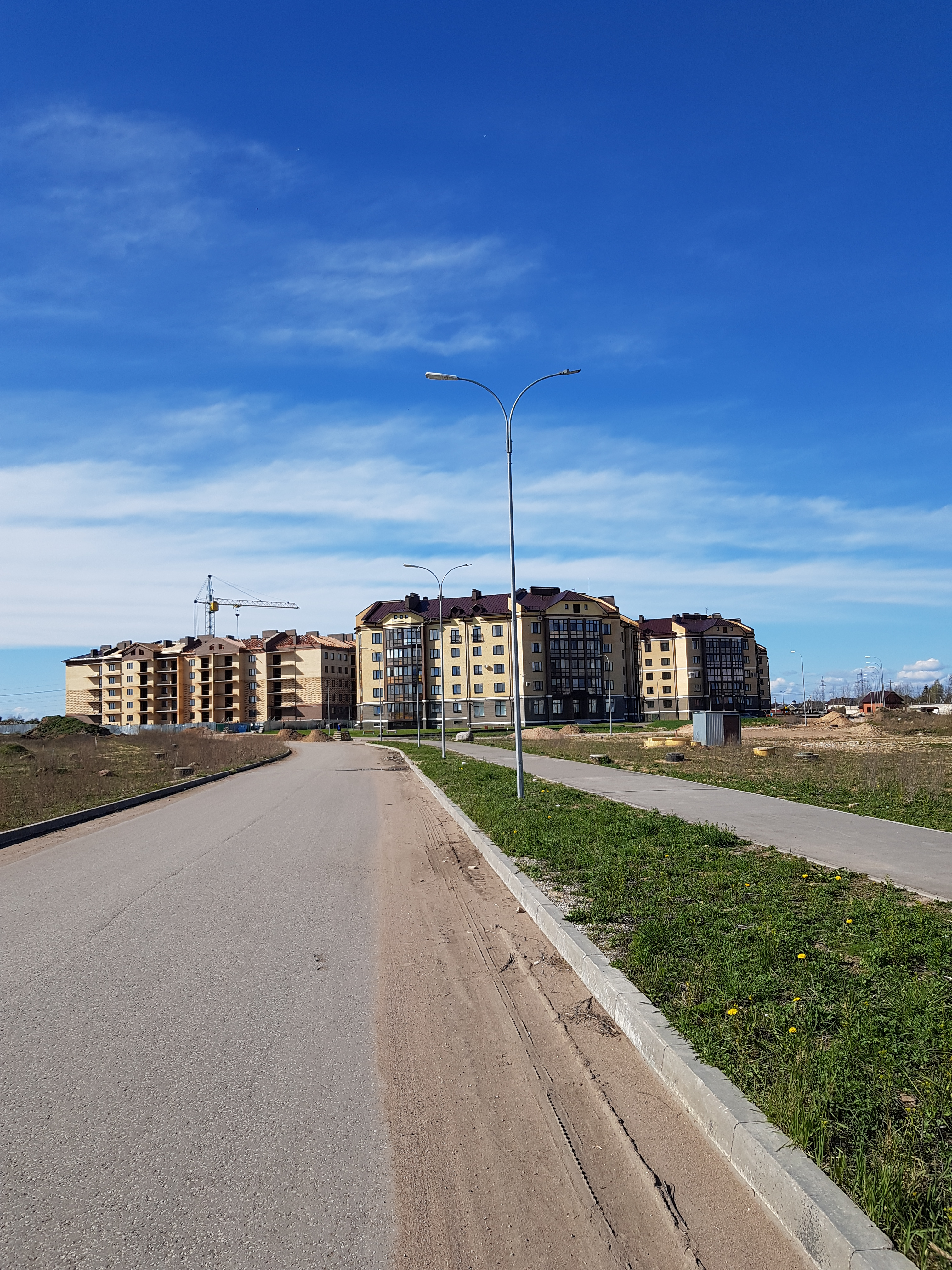
Микрорайон Борисовичи. Улица Завеличенская (ЖК «Балтийская жемчужина»).